# Stefan Trafelet
Stefan Trafelet, né le 23 mars 1984 à Gossau, est un coureur cycliste suisse.

## Palmarès sur route

### Par années
- 2002
  - 2e du championnat de Suisse sur route juniors
- 2005
  - Trofeo Cav. Egidio Bedogni
- 2007
  - Tour de Berne
  - Gran Premio Sportivi San Vigilio
- 2009
  - Championnat de Zurich amateurs
  - 2e de la Coppa Caduti Nervianesi

### Classements mondiaux
| Année           | 2006 | 2007 | 2008 | 2009   |
| --------------- | ---- | ---- | ---- | ------ |
| UCI Europe Tour | 487e | 967e |      | 1 078e |

## Palmarès en cyclo-cross
- 2000-2001
  - 2e du championnat de Suisse de cyclo-cross juniors
- 2001-2002
  -  Champion de Suisse de cyclo-cross juniors